# Декстер (сезон 4)
21 октября 2008 года, Showtime организовало четвёртый и пятый сезоны сериала «Декстер», каждый из которых состоит из 12 эпизодов. Сценаристы шоу были созваны во время февраля и марта 2009 года, чтобы провести мозговой штурм идей для четвёртого сезона, и съёмки планировалось начать в июне 2009 года. 27 мая 2009 года, Showtime объявило, что Джон Литгоу будет приглашённой звездой во всех 12 эпизодах в роли последнего и кровавого серийного убийцы Майами, а Кит Кэррадайн вернётся в роли Ланди. Премьера четвёртого сезона состоялась 27 сентября 2009 года, и была сосредоточена на Декстере, пытающемся найти свой путь, чтобы сбалансировать семейную жизнь, рождение сына, и его «дополнительные» занятия. Сезон получил положительные отзывы до выхода в эфир, один из которых от Майкла Аусиелло из «Entertainment Weekly», который видел четвёртый сезон как «кроваво перспективным». Открытие сезона утекло в интернет досрочно в конце августа 2009 года. Премьера четвёртого сезона состоялась в Великобритании на канале FX 20 августа 2009 года.

## В ролях

### В главных ролях
- Майкл Си Холл — Декстер Морган
- Джули Бенц — Рита Морган
- Дженнифер Карпентер — Дебра Морган
- Десмонд Харрингтон — Джои Куинн
- Си Эс Ли — Винс Масука
- Лорен Велес — Мария ЛаГуэрта
- Дэвид Зейес — Анхель Батиста
- Джеймс Ремар — Гарри Морган

### Специально приглашённая звезда
- Джон Литгоу — Артур Митчелл

| - Престон Бэйли — Коди Беннетт - Кортни Форд — Кристин Хилл - Кристина Робинсон — Астор Беннетт - Брандо Итон — Джона Митчелл - Рик Питерс — Эллиот - Джулия Кэмпбелл — Салли Митчелл - Ванесса Марано — Бекка Митчелл - Дэвид Рэмси — Энтон Бриггс - Кит Кэррадайн — Фрэнк Ланди - Джефф Пирсон — Том Мэттьюс - Алисия Лагано — Никки Уолд - Тасия Шерел — Фрэнсис | - Мэри Мара — Валери Ходжес - Джейк Шорт — Скотт Смит - Джино Аквино — Бенито Гомес - Кристина Кокс — Зои Крюгер - Грег Эллис — Джон Фэрроу - Иэн Патрик Уильямс — Стэн Бодри |

## Эпизоды
| № общий | № в сезоне | Название                                            | Режиссёр         | Автор сценария                                                                          | Дата премьеры    | Зрители в США (млн) |
| --- | ---------- | --------------------------------------------------- | ---------------- | --------------------------------------------------------------------------------------- | ---------------- | ------------------- |
| 37 | 1          | «Не жизнь, а сказка» «Living the Dream»             | Маркос Сиега     | Клайд Филлипс                                                                           | 27 сентября 2009 | 1,52                |
| У Декстера сын. Сможет ли он совмещать дом и своё «дело»? Он заваливает судебное заседание из-за того, что не высыпается из-за младенца Гаррисона, и убийца по имени Бенито Гомес выходит на свободу. Куинн травит Декстера из-за этого — это было «его» дело. Анхель и ЛаГуэрта завели роман. Спецагент ФБР Ланди выходит на пенсию и возвращается в Майами, чтобы выследить неуловимого серийного убийцу «Троицу» (Джон Литгоу). Декстер убивает вышедшего из-за него на свободу Гомеса. Возвращаясь с убийства и спеша домой, на пустынном шоссе он попадает в тяжелейшую аварию с расчленённым трупом Гомеса в багажнике. |            |                                                     |                  |                                                                                         |                  |                     |
| 38 | 2          | «Невидимые миру трупы» «Remains to Be Seen»         | Брайан Кирк      | Чарльз Х. Эгли                                                                          | 4 октября 2009   | 1,37                |
| Благодаря амнезии, полученной после аварии, Декстер вынужден разыскивать труп Бенни Гомеса, который он сам же и спрятал. Дебра пытается понять, зачем Ланди приехал в Майами. «Троица» готовит свою кровавую расправу над новой жертвой. |            |                                                     |                  |                                                                                         |                  |                     |
| 39 | 3          | «Ослеплённый светом» «Blinded by the Light»         | Маркос Сиега     | Скотт Бак                                                                               | 11 октября 2009  | 1,24                |
| Рита запретила Декстеру управлять автомобилем из-за травмы головы. «Троица» совершил ещё одно убийство, очень похожее на самоубийство. В квартале, где живёт Декстер, завёлся вандал. Дебра пытается примирить Энтона дома и Ланди на работе. |            |                                                     |                  |                                                                                         |                  |                     |
| 40 | 4          | «Декстер берёт выходной» «Dex Takes a Holiday»      | Джон Дал         | Мелисса Розенберг и Венди Уэст                                                          | 18 октября 2009  | 1,51                |
| Рита с детьми уезжает на свадьбу родственницы, у Декстера появляется довольно времени на новое дело — женщина-полицейский, застрелившая своего мужа и дочь. «Троица» узнаёт из газет, что за ним ведёт охоту сам Ланди. |            |                                                     |                  |                                                                                         |                  |                     |
| 41 | 5          | «Грязный Гарри» «Dirty Harry»                       | Кит Гордон       | Тим Шлаттманн                                                                           | 25 октября 2009  | 1,68                |
| «Троица» убивает Ланди и ранит Дебру; теперь он становится личным делом для Декстера. Рита узнаёт, что Декстер всё ещё не избавился от своей квартиры; эта ложь ставит их отношения на грань. Ловким ходом Анхеля удаётся поймать отпускных убийц. Лейтенант ЛаГуэрта сообщает руководству о личных отношениях с сержантом Батистой. |            |                                                     |                  |                                                                                         |                  |                     |
| 42 | 6          | «Если бы молот был у меня» «If I Had a Hammer»      | Ромео Тироне     | Лорен Гуссис                                                                            | 1 ноября 2009    | 1,88                |
| Декстер узнаёт «Троицу» ближе, и с его помощью решает проблемы с Ритой. ЛаГуэрта и Анхель расходятся, чтобы остаться в одном отделе. Дебра подозревает «Троицу» в убийстве Ланди и краже его документов. |            |                                                     |                  |                                                                                         |                  |                     |
| 43 | 7          | «Стояние прилива» «Slack Tide»                      | Тим Хантер       | Скотт Бак                                                                               | 8 ноября 2009    | 1,76                |
| Дебра официально выходит на работу, продолжает расследование по делу «Троицы» и узнаёт слишком много о своём отце (Гарри). Декстер по совету «Троицы» находит занятия для детей, чтобы они не так сильно влияли на его «дела». В этой серии он узнаёт, что убил невиновного человека. |            |                                                     |                  |                                                                                         |                  |                     |
| 44 | 8          | «Выездное убийство» «Road Kill»                     | Эрнест Дикерсон  | Мелисса Розенберг и Скотт Рейнольдс                                                     | 15 ноября 2009   | 1,69                |
| К Рите клеится сосед, от которого ушла подружка. Дебра вычисляет, что в неё стрелял (и убил Ланди) не «Троица» и теперь она возглавляет расследование по его делу. Декстер пытается убить «Троицу» в другом городе, но в итоге спасает его от самоубийства. Репортёр Кристин продолжает встречаться с Джозефом Куином. |            |                                                     |                  |                                                                                         |                  |                     |
| 45 | 9          | «Изголодавшийся» «Hungry Man»                       | Джон Дал         | Венди Уэст                                                                              | 22 ноября 2009   | 1,76                |
| На носу День Благодарения. Декстер посещает «Троицу» в его доме и узнаёт, что «Троица» терроризирует свою семью; там же Декстер признаётся «Троице», что хотел убить его. В конце серии оказывается, что Кристин (репортёр) приходится «Троице» дочерью. |            |                                                     |                  |                                                                                         |                  |                     |
| 46 | 10         | «Пропавшие парни» «Lost Boys»                       | Кит Гордон       | Чарльз Х. Эгли и Тим Шлаттманн                                                          | 29 ноября 2009   | 1,80                |
| «Троица» похищает ребёнка, Декстер вычисляет, что это начало цикла «Троицы», который убивает не по 3, а по 4 человека. Журналистка Кристин делает ошибку, Дебра начинает подозревать её в связи с «Троицей», и после экспертизы Кристин арестовывают. Декстер спасает похищенного ребёнка, но упускает «Троицу». |            |                                                     |                  |                                                                                         |                  |                     |
| 47 | 11         | «Здравствуй, Декстер Морган» «Hello, Dexter Morgan» | Эс Джей Кларксон | Скотт Бак и Лорен Гуссис                                                                | 6 декабря 2009   | 2,11                |
| Дебра пытается расколоть Кристин, которую в итоге отпускают за неимением улик. Кристин звонит «Троице», они ругаются, и она решает всё рассказать Дебре, в конце разговора она себя убивает, но так и не называет реального имени «Троицы». Декстер подставляет бывшего уголовника как «Троицу», чтобы самому совершить расправу над ним. «Троица» выслеживает Декстера и узнаёт его имя. |            |                                                     |                  |                                                                                         |                  |                     |
| 48 | 12         | «Бегство» «The Getaway»                             | Стив Шилл        | Сюжет: Скотт Рейнольдс и Мелисса Розенберг Телесценарий: Венди Уэст и Мелисса Розенберг | 13 декабря 2009  | 2,58                |
| Декстеру удаётся поймать «Троицу», но он ошибается, и «Троица» ускользает. Дебра узнаёт правду о матери Декстера. Усилиями отдела удаётся вычислить реального «Троицу». Декстеру удаётся снова найти «Троицу» и убить его, но вернувшись домой он обнаруживает труп Риты в ванной и своего сына в луже крови. Декстер начинает считать Гаррисона таким же травмированным, как он сам («рождённым в крови»). |            |                                                     |                  |                                                                                         |                  |                     |